# Łotewski Legion Luftwaffe
Łotewski Legion Luftwaffe (niem. Luftwaffe Legion "Lettland") – kolaboracyjna ochotnicza jednostka lotnicza Luftwaffe złożona z Łotyszy, działająca podczas II wojny światowej.

## Historia
W czerwcu 1943 r. podczas spotkania grupy b. pilotów łotewskich sił lotniczych w restauracji w Rydze pojawił się pomysł powołania łotewskiej jednostki lotniczej w składzie Luftwaffe. We wrześniu tego roku ppłk Jānis Rucels nawiązał kontakt z dowództwem 1 Floty Lotniczej Luftwaffe, które zaakceptowało powyższy plan. W Liepāja-Grobiņa został utworzony duży ośrodek szkoleniowy (Flugzeugfuehrerschule A/B Libau/Grobin). Na pocz. października rozpoczęło się w nim szkolenie pierwszych łotewskich instruktorów lotniczych, a także personelu technicznego. Loty szkoleniowe odbywano na samolotach szkolno-treningowych Arado Ar 66 i Gotha Go 145. 1 stycznia 1944 r. ośrodek szkoleniowy przemianowano na Ergänzungs Nachtschlachtgruppe (Erg. NSGr) "Ostland". Pod koniec lutego zakończyło się przeszkolenie grupy pierwszych 25 Łotyszy. 15 zostało lotnikami nowo sformowanej 1 eskadry 12 Grupy Nocnych Bombowców (NSG 12), zaś pozostałych 10 pozostało w szkole lotniczej jako instruktorzy. 22 marca 1 eskadra pod dowództwem kpt. Alfredsa Salminsa została przebazowana na front na lotnisko w Vecumi z podporządkowaniem niemieckiej NSG 3. 1 eskadra liczyła 19 pilotów, latających na 18 samolotach Ar 66. Ponadto było 105 osób personelu naziemnego. 26 marca doszło do pierwszego wylotu bojowego. Bombardowano pozycje sowieckie w bliskiej styczności linii frontu. Szczególnie aktywnym okresem były dni od 12 do 22 maja, kiedy zrzucono ok. 1 tys. bomb. 28 maja Łotysze przenieśli się na lotnisko koło wsi Salaspils, ok. 50 km na południe od poprzedniej bazy. W maju w ośrodku szkoleniowym w Liepāja-Grobiņa został utworzony sztab NSG 12 na czele z niemieckim oficerem kpt. Rademacherem. 22 czerwca na front przybyła 2 eskadra (sformowana w maju), dołączając do pierwszej. Na jej czele stał kpt. Augusts Graudiņš. Liczyła ona 17 pilotów i 70 ludzi personelu naziemnego. 21 lipca obie eskadry zostały przebazowane na lotnisko w Gulbene, zaś 29 lipca pod Rygę. Próbowano też utworzyć 3 eskadrę, ale z powodu braku samolotów plan upadł. To samo było przyczyną nie przezbrojenia eskadr w samoloty szturmowe Junkers Ju 87D. 25 lipca miał miejsce 1000. wylot bojowy Łotyszy. Pod koniec lipca obie eskadry poniosły duże straty, np. podczas bombardowania 29 lipca z 16 samolotów powróciło jedynie 9. 11 sierpnia rozkazem dowództwa Luftwaffe NSG 12 stało się oficjalnie Łotewskim Legionem Lotniczym. Wszyscy żołnierze Legionu, poza oficerem łącznikowym, kwatermistrzem i 3 podoficerami, byli Łotyszami. Formalnie Legion wchodził w skład Legionu Łotewskiego SS, podlegając inspektorowi generalnemu Legions-Brigadeführerowi der Waffen-SS Rūdolfsowi Bangerskisowi, który odwiedził łotewskich lotników jeszcze na przełomie lutego i marca. Na czele Legionu 17 sierpnia stanął ppłk J. Rucels. Od 15 września dowódcą był ppłk Nikolajs Bulmanis. Jednakże faktycznie Legion istniał jedynie na papierze. 21 września przybyły ostatnie uzupełnienia. Ogółem w ośrodku szkoleniowym w Liepāja-Grobiņa zostało przeszkolonych 6 grup łotewskich lotników (140 osób, wśród których było 50 b. pilotów łotewskich sił lotniczych, 50 członków b. organizacji paramilitarnej Aizsargi i 40 przedwojennych członków aeroklubów). 29 września miejsce stacjonowania Legionu zostało ostrzelane przez sowiecką artylerię rozmieszczoną za rzeką Dźwiną, dlatego Łotysze przenieśli się na lotnisko na wschód od miasta Tukums. Na przełomie września i października silnie wspierali walki obronne Grupy Armii "Północ". 6 i 7 października miały miejsce ostatnie loty bojowe Legionu. 8 października na Gotlandię zbiegł samolotem Hs 126 kpr. Zanis Tamsons, zabierając ze sobą mechanika. Następnego dnia Legion przeleciał do ośrodka szkoleniowego Liepāja-Grobiņa, a stamtąd do Prus Wschodnich. 17 października NSG 12 rozformowano z powodu braku części zapasowych do samolotów. Ogółem piloci łotewscy 1 eskadry wykonali ok. 3 tys. wylotów bojowych, zaś 2 eskadry - ponad 2,6 tys. Większość Łotyszy zostało odznaczonych Żelaznymi Krzyżami. Do najbardziej doświadczonych pilotów Legionu należał por. Teodors Abrams (229 lotów bojowych). Łotysze zostali rozdzieleni pomiędzy różne oddziały Luftwaffe. Duża część łotewskich pilotów trafiła do Estońskiego Legionu Luftwaffe, stacjonującego w okupowanej Danii.
W składzie 1 Floty Lotniczej Luftwaffe istniała także jednostka myśliwska złożona z Łotyszy, sformowana rozkazem z 31 maja 1944 r. Do Niemiec na przeszkolenie zostało w skierowanych ogółem 10 łotewskich pilotów. W czerwcu przybyli por. Eduards Millers, ppor. Arnolds Mencis i ppor. Jānis Lecis oraz podoficerowie Haralds Makars i Harijs Klints, zaś w lipcu - podoficerowie Vītolds Berķis, Valdemārs Līvmanis i Jūlijs Stars oraz szeregowcy Roberts Dumpis i Edgars Lazdiņš. Szkolili się oni na samolotach myśliwskich Focke-Wulf Fw 190 w eskadrze szkoleniowej JG 103 w Parow. Po zakończeniu szkolenia otrzymali w Brombergu nowe myśliwce Fw 190, po czym przelecieli na lotnisko w Skulte, gdzie stacjonowała 1 eskadra JG 54 pod dowództwem kpt. Franza Eisenacha. 24 września do Szwecji uciekło samolotami 5 estońskich pilotów. W tej sytuacji dowództwo Luftwaffe rozkazem z 7 października rozwiązało wszystkie jednostki lotnicze złożone z Estończyków i Łotyszy. Pod koniec października wszyscy łotewscy piloci myśliwscy zostali zebrani na lotnisku w Dąbiu (Altdamm), na wschód od Szczecina. Stamtąd część z nich trafiło na lotnisko w Greiswaldzie, gdzie zasili eskadry JG 1. Personel techniczny przeszedł częściowo do łotewskich oddziałów lądowych, częściowo został skierowany na różne lotniska Luftwaffe, a częściowo do 11 Ciężkiego Artyleryjskiego Pułku Przeciwlotniczego w Królewcu.